# Kampfgeschwader 2
Kampfgeschwader 2 var ett tyskt bombförband inom Luftwaffe under andra världskriget. Geschwaders flög Dornier Do 17 till november 1941 då man bytte ut dem mot de tyngre Dornier Do 217.

## Polen
Den 25 augusti 1939 ombaserades förbandet till Jesau inför den kommande invasionen. Den 1 september attackerade man flygfält vid Vilnius, Lida och Płock, den 2 september följde man upp anfallen mot flygfälten. Den 2-3 september understödde man 3. Armee och 4. Armee norr om Warszawa. Mellan den 4 och 11 september bombade man huvudsakligen järnvägsmål och därefter koncentrerade man sig huvudsakligen på att bomba polska truppkoncentrationer fram till Polens kapitulation.

## Befälhavare
Geschwaderkommodoren:
- Generalleutnant Johannes Fink (1 september 1939 - 20 oktober 1940)
- Generalmajor Herbert Rieckhoff (20 oktober 1940 - 15 oktober 1941)
- Oberst Karl Mehnert (16 oktober 1941 - 31 december 1941)
- Oberstleutnant Georg Pasewaldt (31 december 1941 - 30 april 1942)
- Oberstleutnant Hans von Koppelow (30 april 1942 - 22 januari 1943)
- Oberstleutnant Walter Bradel (23 januari 1943 - 5 maj 1943)
- Oberstleutnant Karl Kessel (5 maj 1943 - 15 februari 1944)
- Major Hanns Heise (15 februari 1944 - 11 april 1944)
- Major Wilhelm Rath (11 april 1944 - 22 maj 1944)
- Major Franz Schönberger (22 maj 1944 - 27 juli 1944)
- Oberstleutnant Rudolf Hallensleben (27 juli 1944 -